# Periegopidae
Periegopidae Simon, 1893 è una famiglia di ragni appartenente all'infraordine Araneomorphae.

## Etimologia
Il nome deriva dal greco περιηγὴς, perieghès cioè circolare, ricurvo, rotondo, e ὄψ, òps, cioè aspetto, viso o anche occhio, probabilmente per la forma della testa e/o dell'occhio, ed il suffisso -idae, che designa l'appartenenza ad una famiglia.

## Caratteristiche
Appartiene agli Haplogynae. La lunghezza del corpo non supera gli 8 millimetri. Il genere Periegops ha solo sei occhi, invece dei più comuni otto di queste famiglie.

## Distribuzione
Sono diffusi nel Queensland e nella Nuova Zelanda.

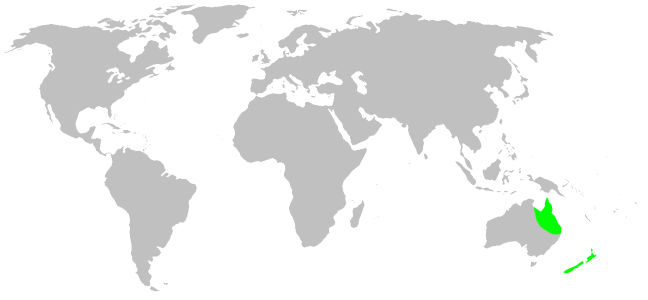
Periegopidae, distribuzione

## Tassonomia
Questa famiglia è stata separata da Archaeidae nel 1995 dall'aracnologo Forster.
Attualmente, a novembre 2020, si compone di un genere e tre specie:
Periegops Simon, 1893
- Periegops australia Forster, 1995 - Queensland
- Periegops keani Vink, Dupérré & Malumbres-Olarte, 2013 - Nuova Zelanda
- Periegops suteri (Urquhart, 1892) - Nuova Zelanda